# Corn whiskey

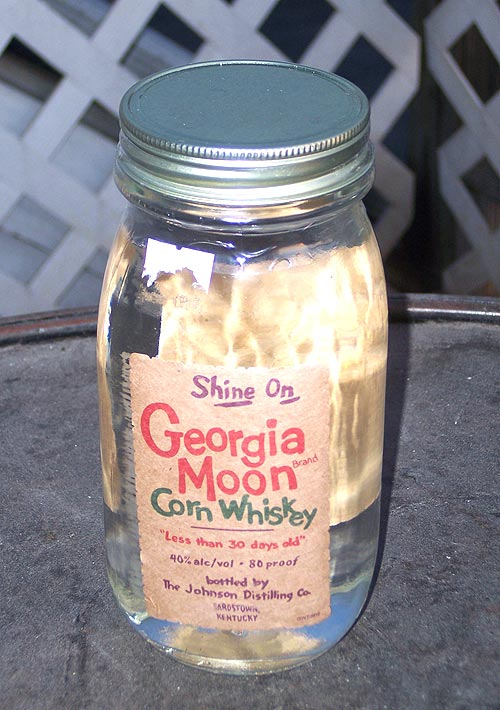
Georgia Moon Corn Whiskey.

Corn whiskey, engelska för majswhiskey, är en typ av amerikansk whiskey som framställs genom destillation av en vört som innehåller minst 80 % majs.

## Lagring
Corn whiskey måste inte vara lagrad, men om den lagras måste den liksom bourbon lagras på antingen nya amerikanska ekfat, eller sådana som redan använts till bourbon. Oftast lagras den kortare tid än ett år. Detta innebär att corn whiskey inte får gå under benämningen whiskey inom EU, eftersom ett av kraven är minst 3 års lagring.

## Bakgrund
Corn whiskey anses som en tidigare form av majswhiskey som började framställas i Kentucky och Tennessee, där majs var vanligare än råg (som användes till den då vanligaste typen av amerikansk whiskey, rye). Den mer lagrade och mjukare bourbonwhiskeyn började uppmärksammas under 1940-talet, och dominerar numera helt bland majswhiskies.